# Stactobia kimminsi
Stactobia kimminsi är en nattsländeart som beskrevs av Schmid 1959. Stactobia kimminsi ingår i släktet Stactobia och familjen smånattsländor. Inga underarter finns listade i Catalogue of Life.